# Солас, Хуан Леон
Хуан Леон Солас или Хуан Леон Сола (исп. Juan León Solas; 1787, Дон-Кристобаль, близ Ногои — 1841, Пайсанду, Уругвай) — аргентинский военный, губернатор провинции Энтре-Риос (1824—1826, 1827—1829, 1829—1830).

## Биография
Хуан Леон Солас был сельским землевладельцем, который в 1811 году присоединился к экспедиции Мануэля Бельграно в Парагвай в качестве офицера. Он присоединился к силам федерального лидера Хосе Артигаса, вместе с которым участвовал в осаде Монтевидео и в гражданских войнах в Аргентине.
Он был вторым по званию после каудильо Параны Эусебио Эренью и под его командованием сражался в битве при Эспинильо. Он также следовал за ним в его переменах сторон: от федералистов к унитарианцам, снова к федералистам и, наконец, в 1817 году к силам Директории. Вместе со своим начальником он отправился в изгнание в провинцию Буэнос-Айрес, вернувшись с вторжением полковника Маркоса Балькарсе.
После провала этого вторжения в 1818 году новым лидером Энтре-Риос был избран Франсиско Рамирес. Он сопровождал его в походе на Буэнос-Айрес и в битве при Сепеде, в которой он был произведен в чин полковника. Он также сопровождал Рамиреса в походе против Артигаса и во вторжении в провинцию Корриентес.
Он сопровождал Лусио Норберто Мансилью в предательстве Рамиреса. После его смерти Лусио Мансильи поручил ему преследовать Рикардо Лопеса Хордана, которого он победил и изгнал из провинции. Придя к власти, Мансилья назначил его комендантом департаментом Парана, то есть половиной провинции. Он столкнулся с несколькими восстаниями своих противников, включая самого Эренью, которого он победил без боя. Он дважды был заместителем губернатора Мансильи.
В конце срока полномочий Лусио Норберто Мансильи законодательный орган избрал его губернатором, и эту должность он занял 12 февраля 1824 года. Он был ярым сторонником правительства Буэнос-Айреса Бернардино Ривадавии, а также Эстанислао Лопеса из Санта-Фе, ярого соперника первого. Его министром был унитарий Доминго де Оро.
Его правление стало редким периодом мира, в течение которого он поддерживал антиклерикальные меры Ривадавии и управлял заемными средствами в Буэнос-Айресе через Мансилью. Он регулировал протекционистские меры в отношении скота и пытался разработать план создания колоний. Он также провел первую перепись населения провинции.
В то время у него был сын, которого также звали Леон Солас, который был художником и скульптором. Леон Солас получил стипендию от президент Аргентины Хусто Хосе де Уркисы на обучение в Италии.
Его преемником стал Лопес Хордан, но Хуан Леон Солас аннулировал результаты выборов и был переизбран вооруженными силами. Он передал командование полковнику Барренечеа и отправился в поход против Лопеса Хордана. Однако делегат Буэнос-Айреса Эскалада убедил обоих выбрать независимого кандидата, полковника Висенте Сапату, который вступил в должность в апреле 1826 года.
Хуан Леон Солас остался командующим департаментом Парана и Лопес-Хордан реки Уругвай. В марте 1827 года губернатором был назначен Матео Гарсиа де Суньига, который арестовал и изгнал Соласа, Барренечеа и Лопеса Хордана.
Солас поселился в Санта-Фе, где получил поддержку от Лопеса. После падения Гарсии де Суньиги губернатор Сапата обратился за помощью к уроженцу Санта-Фе, который прислал ему изгнанных людей: Солас вновь взял на себя военное командование западной частью провинции.
В декабре 1827 года он вновь был избран губернатором, но на этот раз проявил покорность общему командованию Эстанислао Лопеса. В ходе месячной революции его сменил Сапата, но он снова вернулся при поддержке Лопеса.
После унитарианской революции Хуана Лавалье он стал фанатичным федералистом и поддерживал кампании Лопеса и Хуана Мануэля де Росаса против их врагов-унитарианцев. В ноябре 1830 года он был свергнут Лопесом Хорданом.
Он отправился в Санта-Фе, где помогал Лопесу обучать войска для борьбы с унитарианским губернатором Кордовы Хосе Марией Пасом. Он вернулся в свою провинцию в начале правления Паскуаля Эчагуэ, но держал его подальше от армии и политики. Он посвятил себя разведению крупного рогатого скота на ранчо в Пунта-Горде.
В 1839 году Хуан Леон Солас присоединился к вторжению в свою провинцию под предводительством Хуана Лавалье. Однако после единой победы в битве при Йеруа он отступил в Корриентес. Хуан Солас, лишенный всего своего имущества, отправился в изгнание в Уругвай и поселился в Пайсанду, где и умер два года спустя.